# Incidente ferroviario di Sasso Bolognese
L'incidente ferroviario di Sasso Bolognese fu uno scontro di treni avvenuto nella stazione di Sasso della linea Porrettana Bologna - Firenze il 3 luglio del 1930.

## Dinamica dei fatti
Alle ore 6:30 del 3 luglio 1930 il treno diretto n. 39 partito da Bologna alle ore 6:20 e diretto a Roma, che doveva transitare dalla stazione di Sasso, si scontrò con un treno merci fermo nel primo binario della stazione in attesa dell'incrocio. Il macchinista del treno diretto aveva passato il segnale di protezione a via libera e viaggiava alla velocità di regime prevista; appena si rese conto dell'errato instradamento azionò la frenatura di emergenza ma fu troppo tardi in quanto la linea in curva non permetteva una visibilità sufficiente. L'impatto avvenne ancora a circa 50 km/h e la locomotiva elettrica del diretto si incastrò nella locomotiva del treno merci trascinandola fuori dai binari. Il bagagliaio che era immediatamente dopo si sfasciò del tutto distruggendo nell'impatto anche la carrozza seguente di terza classe con grave danno ai passeggeri che vi si trovavano. Il resto del materiale rotabile subì danni minori. 
L'opera dei soccorritori fu pronta; pochi minuti dopo lo scontro, da un vicino cantiere furono organizzate due squadre di operai per provvedere all'estrazione delle vittime e dei feriti, circa 40, che furono trasportati nel vari ospedali di Bologna.
I lavori di sgombero e di riattamento della linea proseguirono fino al tardo pomeriggio; alle ore 17 la circolazione dei treni sulla Porrettana fu riattivata.

## I treni coinvolti
- Treno merci DDQ composto di venti carri merci e trainato da una locomotiva elettrica[1].
- Treno Diretto n. 39 Bologna-Roma composto di 6 carrozze viaggiatori di 1ª, 2ª, 3ª classe, vagone letto e un bagagliaio,[2] trainate da una locomotiva elettrica.

## Le vittime
Nel disastro perirono quindici persone e ne rimasero ferite circa 40.